# Улица Челюскинцев (Донецк)

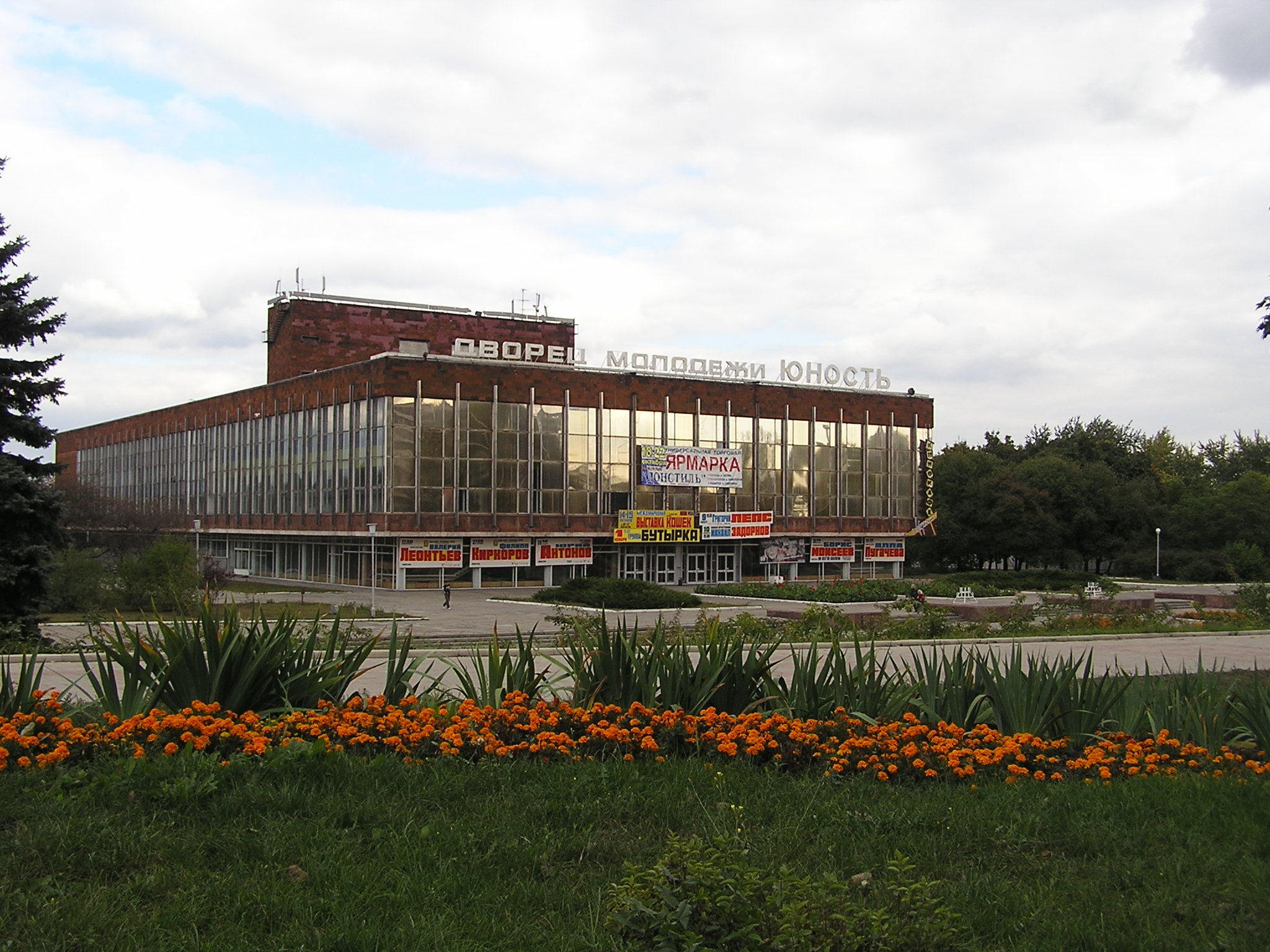
Дворец молодежи «Юность» на улице Челюскинцев

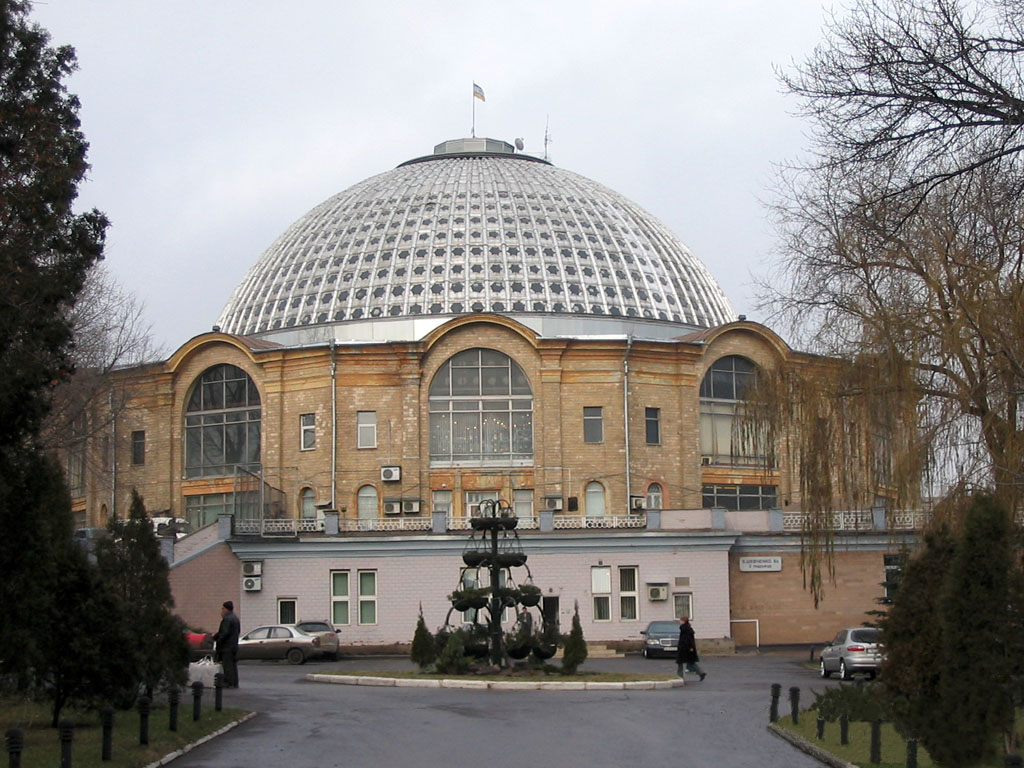
Крытый рынок в Донецке

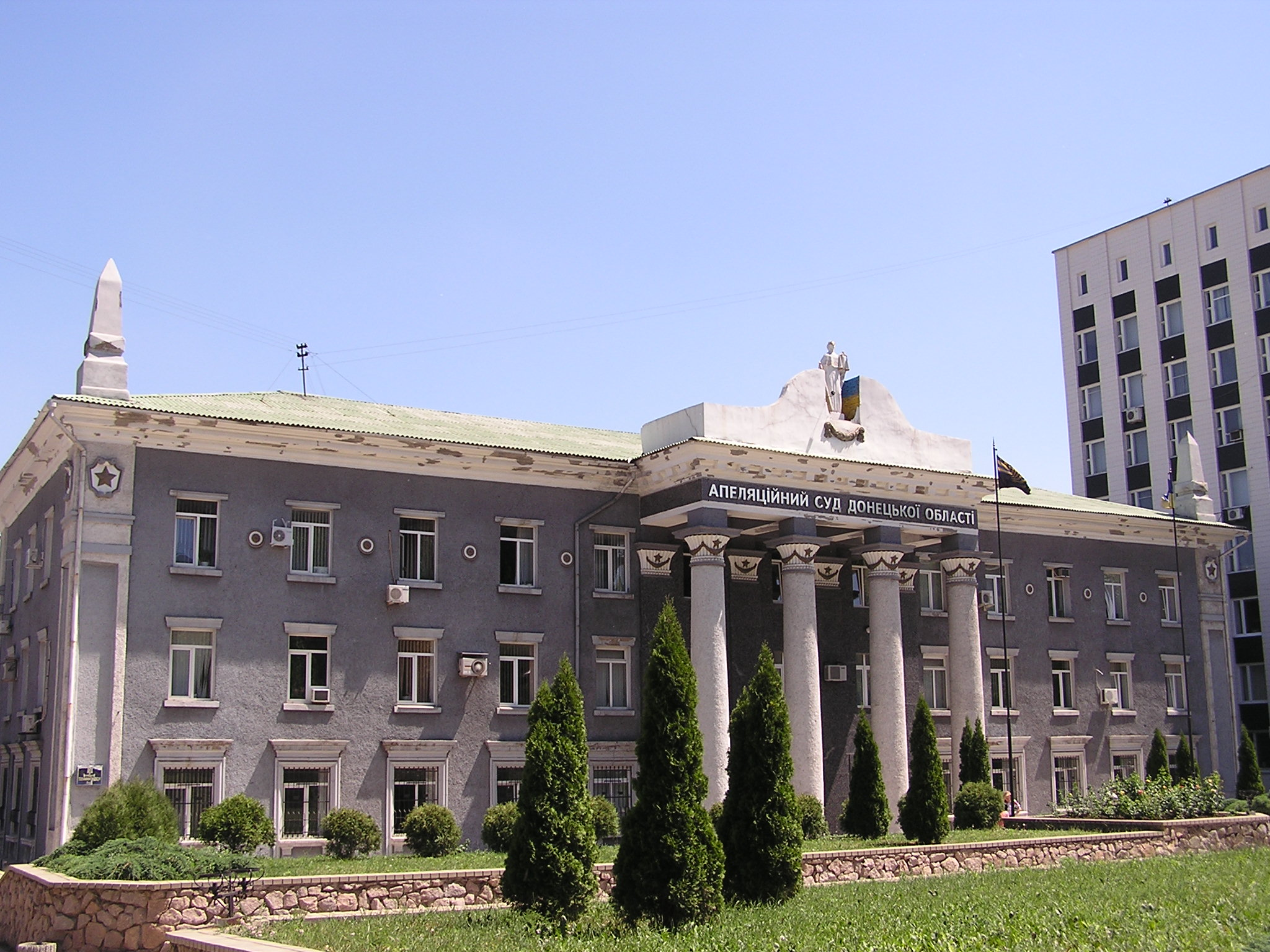
Донецкий областной апелляционный суд

Улица Челюскинцев — одна из центральных улиц города Донецка, бывшая Девятая линия. Начинается от старого Донецкого планетария, на пересечении с улицей Коцюбинского, далее следует по территории Ворошиловского района, сначала между улицей Артёма и 50-летия СССР от площади Ленина — между улицей Постышева и 50-летия СССР.

## История улицы
Улица Челюскинцев — своеобразное воплощение ступенчатого роста города Донецка. Уже с конца 19 века она известна под названием "Девятая линия". На топографической карте города Сталино от 1942 года улица Челюскинцев — самая длинная улица города, которая начиналась от Сталинского металлургического завода и заканчивалась на уровне современного проспекта Ватутина.
В 1950-е, когда центральные улицы Донецка расширялись и продлевались, улица Челюскинцев достигла района шахты «Ветка-Глубокая» (современная шахта имени А. Ф. Засядько). Позже часть улицы в районе современного микрорайона Ветка была переименована в улицу Собинова. В 1960-е годы сюда перенесли трамвай с Первой линии (нынешняя улица Артёма, ныне трамвай № 1.
С тех пор сохраняются современные границы улицы. Начинается улица от старого Донецкого планетария и заканчивается на пересечении с улицей Молодых Шахтёров.

## Учреждения, объекты, памятники
- Горноспасательная часть города Донецка.
- Донецкий краеведческий музей
- дворец молодежи «Юность».
- памятник Иосифу Кобзону.
- гостиница «Шахтер».
- стадион «Донбасс Арена».
- стадион «Олимпийский», бывший «Локомотив».
- учетно-финансовый и экономический факультет ДонНУ.
- 5 и 9 общежитие ДонНТУ.
- факультет экологии и химической технологии ДонНТУ.
- Донецкая областная прокуратора.
- Донецкий областной апелляционный суд.
- Крытый рынок.
- главные офисы производственных компаний «Укрподшипник» и Донбасская топливно-энергетическая компания.
- Донецкое областное управление по делам защиты прав потребителей.
- храм Ивана Воина при Управлении МВД в Донецкой области.

## Исчезнувшие объекты
По диагонали от старого Донецкого планетария до начала 20 века располагалось кладбище. Здесь хоронили еще до Первой мировой войны обитателей Ветки, которая на то время находилась за пределами города. Позже кладбище похоронили под асфальтом, без перезахоронения.